# کوچ‌حصار (صندوق‌لی)
کوچ‌حصار (به ترکی استانبولی: Koçhisar) یک منطقهٔ مسکونی در ترکیه است که در صندوق‌لی واقع شده‌است.